# Ablatif absolu
Pour les articles homonymes, voir Ablatif et Absolu.
L’ablatif absolu (en latin ablativus absolutus c'est-à-dire « ablatif détaché du reste de la phrase » : voir plus bas) est une tournure propre à la langue latine. Il s’agit d’une proposition subordonnée sans mot subordonnant appartenant à la catégorie des propositions participiales. L’ablatif absolu peut posséder un sujet, un verbe et une fonction. Dans les phrases où on le rencontre, il exprime une circonstance de l’action principale. Il est si fréquent qu’on le considère comme un emblème de la latinité. Il a pour caractéristiques sa concision et la diversité de ses emplois.

## Ablatif absolu sans verbe
Le verbe esse (« être ») n’a pas de participe. Celui-ci est cependant sous-entendu dans de nombreux ablatifs absolus composés de deux noms :
Cicerone consule : Sous le consulat de Cicéron (mot à mot : « Cicéron [étant] consul »).

## Utilisation des pronoms
Comme leur nom l’indique, les pronoms sont des substituts des noms. On peut donc les rencontrer dans des ablatifs absolus :
Eo audito, Caesar dimittit legiones. : Sur ces paroles, (mot à mot : « cela ayant été entendu »), César renvoie les légions.

## Ablatif absolu réduit à un seul mot
Summum de la concision, il arrive parfois que l’ablatif absolu soit réduit à un seul mot, en l’occurrence un participe passé passif. C’est le cas de formules figées comme :
| Expression latine | Traduction                                                                                                   |
| ----------------- | --- |
| augurato          | après avoir pris les augures, (mot à mot « [cela] ayant été auguré »)                                        |
| explorato         | après avoir effectué une reconnaissance, (mot à mot « [le terrain] ayant été exploré [par des éclaireurs] ») |

## Autres exemples
Certains ablatifs absolus sont passés tels quels du latin au français et s’emploient dans cette dernière langue, en raison justement de leur concision :
| Expression latine | Traduction                                                                                                  |
| ----------------- | --- |
| mutatis mutandis  | en faisant les changements nécessaires (mot à mot, « étant changées les choses qui doivent être changées ») |
| Prima facie       | au premier regard (mot à mot « à la première face »)                                                        |
| vice versa        | réciproquement (mot à mot « la position ayant été retournée »)                                              |
| Ceteris paribus   | « toutes choses étant égales par ailleurs ».                                                                |
Jules César a souvent utilisé l'ablatif absolu. En voici plusieurs exemples extraits du troisième livre de la Guerre des Gaules :
Le texte rapporte les actions de Galba, lieutenant de César, laissé dans les Alpes à la tête d’une légion alors que César a quitté la Gaule pour l’Italie : « Galba secundis aliquot proeliis factis castellisque compluribus eorum expugnatis, missis ad eum undique legatis obsidibusque datis et pace facta, constituit cohortes duas in Nantuatibus ».
Ce qui donne, si on sépare les blocs les uns des autres :
| Phrase latine                             | Traduction                                          |
| ----------------------------------------- | --------------------------------------------------- |
| Galba,                                    | Galbe,                                              |
| secundis aliquot proeliis factis          | quelques combats favorables ayant été livrés,       |
| castellisque compluribus eorum expugnatis | et plusieurs de leurs forteresses ayant été prises, |
| missis ad eum undique legatis             | des députés lui ayant été envoyés de partout,       |
| obsidibusque datis                        | et des otages ayant été remis,                      |
| et pace facta                             | et la paix ayant été faite,                         |
| constituit cohortes duas in Nantuatibus.  | établit deux cohortes chez les Nantuates.           |
Ou, si l’on préfère une traduction qui échappe au mot à mot :
Après quelques combats heureux pour lui, et la prise de plusieurs forteresses, Galba reçut de toutes parts des députés et des otages, fit la paix, et plaça deux cohortes en cantonnement chez les Nantuates. (traduction de la Collection Nisard, Paris, 1865).